# Ontologi
Ontologi (av grekiskans on, genitiv ontos ’varande’ och logia ’lära’, av logos ’ord’) är inom filosofin, antropologin och andra besläktade vetenskaper, namnet på läran om det varande gällande hur världen eller tingen är beskaffade och vilka deras väsensbetingade drag är.
En grundläggande del av ontologin är att försöka beskriva vilka egenskaper som ligger i ett tings natur (väsen), och vilka som är accidenser. Om ett ting saknar en av de egenskaper som ligger i dess natur, så kallas det att tinget har en ontologisk privation, det vill säga det är utan en del av sitt vara. En ontologisk privation innebär inte att föremålet upphör att vara vad det är i ontologisk mening, utan endast att det är i avsaknad av detta något. Till exempel har en människa som är blind, en ontologisk privation i det att syn är en del av människans natur, men den personen upphör inte att vara av naturen människa på grund av det.
Ontologin utgår i regel från att varat kan indelas i olika nivåer. Man utgår i dessa resonemang från statusarna abstrakter, substanser och egenskaper, och ibland även tid. Detta har en parallell i Bertrand Russells typteori. En annan viktig fråga inom ontologin är att utröna skillnaden mellan varat och det varande. Ontologin och dess begrepp är viktig i bestämmandet och definitionen av väsen och av fiktioner.

## Existens av olika slag
En viktig uppgift för ontologin är, att utröna på vilket sätt olika typer av ting existerar. Man utgår då från att allt varande kan delas in i olika kategorier, och man försöker förstå vad existensen innebär för ting av olika slag. Man söker också vägar att skilja mellan det verkliga och det fiktiva. Den indelning som nu föreslås är följande fyra kategorier: 1: fysiska föremål. 2: psykologiska ting som tankar och förnimmelser. 3: abstrakta ting som tal och geometriska former. 4: fenomen vid varseblivningens gränser. 
Elementärt är att de fysiska föremålen gärna tillerkänns existens på grund av varaktigheten i våra sinnesförnimmelser av dem. De uppfattas lika av olika vittnen vid olika tidpunkter, och dessa vittnen kan bekräfta varandra. Som motexempel kan vi säga att drömmens föremål har svagare krav på existens, just för att de inte bekräftas lika regelbundet. 
Fysiska föremål kan också få sin existens bekräftad för att vi förnimmer dem med olika sinnesorgan. Jag ser ett körsbär. Jag kan också höra det om jag slänger det mot fönsterrutan. Jag känner det om jag trycker det mot pannan och jag smakar det om jag äter upp det. Sinnenas vittnesbörd uppfattas av förnuftet som att de stämmer överens. Allt pekar på samma körsbär som vi därför gärna tillerkänner verklighet. 
Atomer är också fysiska föremål men har likväl en annan ontologisk status. I många hundra år var deras existens bara en hypotes. Men under de senaste hundra åren har atomerna kommit allt närmare inom räckhåll för våra sinnesförnimmelser. Nu kan de utsättas för något som liknar fotografering. Det går också att manipulera enskilda atomer. Och många är väl numera redo att räkna deras existens som (nästan) lika säker som körsbärens. Det är just atomernas avstånd till våra sinnesförnimmelser som är den springande punkten. Problemet med atomerna är att de inte är direkt åtkomliga för sinnena, utan bara indirekt, genom att man tillfogar resonemang och slutsatser till våra förnimmelser.

## De psykologiska tingens existens
Det är tydligt att vi härleder de fysiska tingens verklighet från våra sinnesförnimmelser. Om vi inte hade förnimmelserna skulle vi knappast tro på föremålen. Det är vidare tydligt att det är förnimmelsernas regelbundenhet, det är invarianser i strömmen av upplevelser, som får oss att veta om de varaktiga fysiska föremålens existens.
Förnimmelser är, med andra ord, de psykiska ting som ligger till grund för de fysiska tingens anspråk på verklighet. Av det skälet skulle man kunna se förnimmelsernas existens som ännu säkrare än de fysiska föremålens existens om inte förnimmelserna grundade sig på den fysiska verkligheten. De stenar som ligger i botten av pyramiden har den säkraste ställningen, för att använda bildspråk. 
Trots detta finns en lång tradition i att se tankar och förnimmelser som säkrare än fysiska ting. Inte minst genom den platonska skolan som delade upp upplevelser i en sinnes- respektive tankevärld, där den senare sågs som mer säkert beständig. När Descartes med avsikt sökte tvivla på allt, kom han fram till att den egna tankens existens var det som bäst stod emot tvivlets alla angrepp. Men tanken existerar endast på grund av de regelbundna sinnesförnimmelser som definierar verkligheten och där invariansen endast gäller sinnesvärlden medan tankevärlden kan variera från individ till individ.

## Existera på sitt eget sätt
När fysiska föremål existerar betyder det att de är knutna till bestämda platser i rumtiden. Om en apelsin ligger på en viss plats i rumtiden så kan inte en tennisboll (utan problem) befinna sig på samma plats. Fysiska föremål kan tränga ut varandra eller förstöra varandra om de söker få samma plats. Men om vi i stället betraktar två matematiska tal, nämligen 27 och 32, inses lätt att deras existens är av ett annat slag, att de till exempel inte har några problem med lokalisering i rumtiden, och inte riskerar att tränga bort varandra. 
En annan olikhet är att talen 27 och 32 existerar oberoende av om vi förnimmer dem eller ens tänker på dem. Deras existens vilar på att de är möjliga i de naturliga talens rike. Det finns säkerligen (stora) tal som ingen människa har tänkt på någonsin. Men deras existens blir inte mindre för det. 
Fysiska föremål däremot är beroende av att förnimmas. Och bristen på förnimmelser av ett påstått föremål ger oss, i vissa fall, goda skäl att inte tro på dess existens. "Just nu ligger en blå katt som är tio meter lång och vilar på Vita Husets gräsmatta." Det är just den konsekventa bristen på tillhörande sinnesförnimmelser som får oss att tvivla på existensen av en sådan katt.
Som sammanfattning kan sägas att varje typ av ting existerar på sitt eget sätt. Apelsiner har ett sätt att finnas och tal har ett annat sätt.

## Vid varseblivningens gränser
Det uppstår en del ontologiska frågor på grund av att mänsklig varseblivning har begränsad räckvidd. Det finns till exempel ljud som vi inte kan höra (men väl känna som vibrationer) för att de är för djupa, har för lång våglängd. Men elefanter kan höra och kommunicera med dessa ljud, eftersom deras hörsel är annorlunda. De flesta skulle väl säga att dessa ljud existerar, inte bara som vågrörelser i fysikens mening, utan som upplevelser, det vill säga som ljud, i elefanternas mentala värld. Vi står då inför ett exempel på att vi kan erkänna existensen hos ett fenomen som vi inte förmår uppfatta. Vi kan, i vissa fall, skänka hög ontologisk status åt fenomen som ligger utanför den mänskliga varseblivningens räckvidd. En så "vidsynt" uppfattning kan vi ha just för att vi tänker på begränsningen hos våra sinnesorgan och erkänner att världen kan vara större än vår varseblivning.
Även strängteorin ger upphov till ontologiska funderingar. Enligt klassisk partikelfysik är materiens minsta byggstenar att betrakta som punktpartiklar, det vill säga partiklar av nollstorlek. Men strängteorin har i stället små ringformade strängar som sin minsta byggsten. Och ringarna har storlek, låt vara ofattbart liten. Det ontologiska problemet uppkommer emedan det är osäkert om vetenskaplig observation någonsin kan betrakta ting av så oerhörd litenhet. I värsta fall är teorin för alltid oprövbar och strängarnas existens för alltid höljd i dunkel. Ett ontologiskt frågetecken står vid strängteorin och vi vet inte om det kommer att försvinna. 

## Fysikalisk existens och oberoende
Inom fysiken definieras två tillstånd av skrymmande existens. Alla objekt inom fysiken klassificeras antingen som bosoner eller såsom fermioner[källa behövs]. Fermioner har en skrymmande existens i rumtiden. Två fermioner med samma kvantmekaniska tillstånd, det vill säga identiska objekt, kan inte uppta samma position i rumtiden. Däremot kan flera identiska bosoner uppta samma position i rumtiden, det vill säga bosoner innehar en icke-skrymmande existens. Exempel på fermioner är protoner, neutroner och elektroner. Exempel på bosoner är ljus, det vill säga fotoner.
Ett problem uppstår med identitet i den mikroskopiska världen. Mikroskopiska objekt saknar identitet, då det är omöjligt att se skillnad på två identiska objekt helt enkelt därför att man inte kan märka dem. Skämtsamt uttrycks detta som att "mikroskopiska objekt saknar hår". Man kan dock tänka sig att detta hårlösa problem kan lösas genom att man i rumtiden kan "märka" objekt genom att separera objekten och hålla noggrann kontroll på var det befinner sig. Ett fundamentalt problem uppstår dock här när två objekt kommer "tillräckligt nära" varandra, då kan man enligt osäkerhetsrelationen inte ens i princip separera objekten med säkerhet längre. Varför man efter separation omöjligt kan avgöra vilket objekt som är vilket.
Här kan man dock tänka sig att det hela enbart är frågan om ett kunskapsproblem runt mätnoggrannhet. Problemet är dock enligt kvantmekaniken fundamentalt djupare än rent mätteknisk onoggrannhet. Enligt kvantmekaniken har mikroskopiska objekt en inneboende osäkerhet i var de själva existerar. Om nu två mikroskopiska objekt kommer tillräckligt nära varandra så kan inte ens själva naturlagarna längre separera objekten ifrån varandra.

## Ontologibegreppet i informationsarbete
I arbete med elektronisk informationshantering används ofta ett formaliserat sätt att beskriva en ontologi för en domän. Genom att beskriva ontologin på detta sätt möjliggörs härledning till definitioner av klasser, egenskaper och begrepp. En standard för att uttrycka en ontologi är Web Ontology Language, OWL från W3C.